# تيبو بوفونغن
تيبو بوفونغن (مواليد 25 يوليو 1974) هو ملاكم إثيوبي، مثّل بلاده في الألعاب الأولمبية الصيفية 1996.

## روابط خارجية
تيبو بوفونغن على موقع أوليمبيديا (الإنجليزية)